# Anne-Rose Neumann

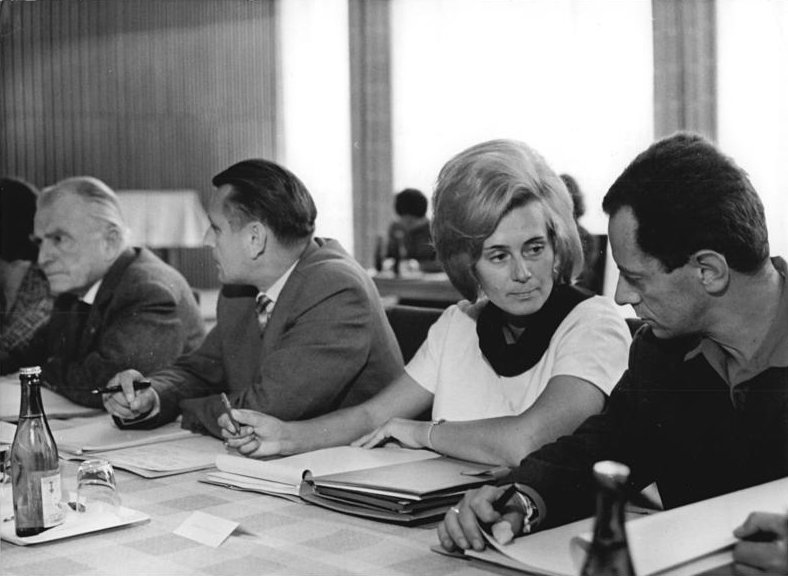
Anne-Rose Neumann bei einer Tagung der DDR-Wahlkommission 1965 (ganz links Georg Mayer, rechts außen der Schriftsteller Dieter Noll)

Anne-Rose Neumann, geborene Schunke (* 16. Juni 1935 in Apolda; † 15. April 2016 in Greifswald) war von 1963 bis 1976 Nachrichtensprecherin des Deutschen Fernsehfunks bzw. Fernsehens der DDR. Sie war damit die erste Nachrichtensprecherin eines deutschen Fernsehsenders.

## Leben
Anne-Rose Neumann wollte schon in jungen Jahren Ballett-Tänzerin werden und wurde von 1951 bis 1954 an der Palucca Schule Dresden ausgebildet, an der sie auch das Abitur ablegte. 1955 engagierte sie Walter Felsenstein, der Intendant der Komischen Oper Berlin, für eine Spielzeit als Tänzerin. Von 1956 bis 1960 war sie Tänzerin im Ballett des Friedrichstadt-Palastes. Von 1958 bis 1963 arbeitete sie als Kabarettistin im Berliner Kabarett Lachbrett.
Ihren ersten Fernsehauftritt hatte Anne-Rose Neumann am 8. März 1963 – dem Internationalen Frauentag – in der Aktuellen Kamera des Deutschen Fernsehfunks. In der Bundesrepublik Deutschland sprach Wibke Bruhns erst acht Jahre später, am 12. Mai 1971 die heute-Nachrichten im ZDF als erste Nachrichtensprecherin.
Anne-Rose Neumann übte ihre Sprechertätigkeit bis 1976 aus. Sie studierte während ihrer Zeit als Nachrichtensprecherin in Leipzig Journalistik. Von 1976 bis 1991 arbeitete Anne-Rose Neumann als Journalistin für die Redaktion Intervision in der Aktuellen Kamera.
Anne-Rose Neumann war verheiratet, Mutter von drei Kindern und lebte in Berlin und Greifswald. Sie starb im April 2016 im Alter von 80 Jahren in Greifswald.